# 大塚達矢
大塚 達矢（おおつか たつや、1965年7月8日 - ）は、兵庫県出身の俳優。身長178cm。体重77kg。ABO式血液型はB型。東京俳優生活協同組合所属。以前は劇団薔薇座に所属していた。現在、劇団「俳優陣O2K」主宰、演出。

## 出演

### 映画
- ︎半次郎

### テレビドラマ
- お江戸吉原事件帖
- Cafe吉祥寺で
- 救命病棟24時 第3シリーズ
- GOLD
- 絶対零度〜未解決事件特命捜査〜
- NHK大河ドラマ
  - 太平記
  - 徳川慶喜
- 美人記者香坂冬子の名推理 （1997年08月15日）
- 万引きGメン・二階堂雪 第3作「虚栄心」（1999年6月7日） - 南条信一 役
- タイムスクープハンター
- TEAM
- 寺子屋ゆめ指南
- はぐれ刑事純情派 第16シリーズ
- はみだし刑事情熱系
- ハルモニア この愛の涯て
- 真夜中の雨
- MONSTERS
- 鹿男あをによし - コメンテーター 役
- 相棒 season12 第7話「目撃証言」（2013年11月27日） - 大橋警察署刑事課課長 役